# Ana Faustina Sarmiento
Ana Faustina Sarmiento (Santiago de Chile, 18 de junio de 1832-Buenos Aires, 4 de diciembre de 1904) fue una maestra argentina, hija del presidente Domingo Faustino Sarmiento.

## Biografía
Nació en Chile el 18 de junio de 1832, hija de Sarmiento, durante su primer exilio, mientras era maestro en una escuela en Los Andes, y su alumna María Jesús del Canto.
En 1836 su padre la llevó consigo cuando regresó a la provincia de San Juan; quedó al cuidado de su abuela y sus tías. Fue alumna del Colegio Santa Rosa, fundado por su padre.
En 1842 se instaló con sus tías Bienvenida y Procesa en Chile, donde completó su educación en el colegio fundado por estas. En 1848 Sarmiento, que se había casado con Benita Martínez Pastoriza, adoptó a Dominguito, el hijo de Martínez Pastoriza y su primer esposo, el comerciante chileno Domingo Castro y Calvo.
En 1848 contrajo matrimonio con el impresor francés Augusto Julio Belín, amigo de su padre, con quien tuvo seis hijos: Julio, Emilia, Augusto, Helena, Luisa y Eugenia.
Después de la caída de Juan Manuel de Rosas (1852), se trasladó a la provincia de San Juan. Pronto quedó viuda y trabajó como profesora en la Escuela Modelo y como directora de la Escuela Superior de Niñas, base de la futura Escuela Normal de San Juan.
Participó en la creación de la Sociedad de las Madres Cristianas, y colaboró con las víctimas de la epidemia de fiebre amarilla en Buenos Aires (1852, 1858, 1870 y 1871).
Acompañó y cuidó a su padre en sus últimos años en Paraguay. Murió en Buenos Aires el 4 de diciembre de 1904.